# La morte della Pizia
La morte della Pizia è un racconto dello scrittore svizzero Friedrich Dürrenmatt. Fu pubblicato nel 1976 all'interno della raccolta di racconti Mitmacher.

## Trama
La Pizia Pannychis XI ha sempre trovato insopportabile la credulità dei suoi contemporanei. Per vendicarsi di loro, e per divertirsi alle loro spalle, pronuncia gli oracoli più fantasiosi e improbabili che le passano per la testa: così vaticina ad un giovane zoppo che ucciderà il suo stesso padre e poi giacerà con la madre. Lo idea come uno scherzo crudele all'ennesimo visitatore del santuario di Delfi, una profezia irrealizzabile, nulla di più. E invece le sue parole diventano realtà per Edipo e la sua famiglia.
Ormai in fin di vita, la Pizia deve fare i conti con i loro spiriti, che le fanno visita nella sua umida grotta e raccontano la propria versione di quella tragedia, in un crescendo di dubbi, contraddizioni e mezze verità.

## Edizione italiana
- La morte della Pizia, traduzione di Renata Colorni, Collana Piccola Biblioteca n.216, Milano, Adelphi, 1988, ISBN 978-88-459-0296-3.[1].